# Bela III.
Bela III. (o. 1148. – Gran, 23. travnja 1196.), hrvatsko-ugarski kralj (1172. – 1196.) iz dinastije Arpadović. Za njegove vladavine Hrvatsko-ugarsko kraljevstvo postalo je vodeća snaga srednje i jugoistočne Europe. Uveo načelo primogeniture, imenovavši sina Emerika nasljednikom.

## Životopis

### Prilike uoči dolaska Bele III na vlast
Bela je bio sin kralja Gejze II. i mlađi brat kralja Stjepana III.
Stjepan III se odmah po stupanju na tron morao boriti za vlast sa svojim stričevima Ladislavom i Stjepanom, koji su ga uz pomoć bizantskog cara Manuela I. Komenena uspjeli svrgnuti. Nakon kratkotrajne vladavine Ladislava II., zavladao je Stjepan IV.
Zbog njegove loše vladavine i vođenja probizantske politike u zemlji je ubrzo izbilo veliko nezadovoljstvo, pa je stranka njegova nećaka Stjepana III. ponovno ojačala. U bitki kod Stolnog Biograda 19. lipnja 1163. pobijedio ga je i zarobio nećak, čime je završila njegova vladavina u Hrvatskoj i Ugarskoj. Kralj Stjepan III. se ponovno vratio na vlast, a Stjepana IV. je pustio na slobodu na nagovor ostrogonskog nadbiskupa Luke.
Car Manuel je uvidio da je Stjepana III. priznala cijela država, te da ne može vratiti na vlast Stjepana IV. Zato je Stjepana III. priznao za kralja i ponudio mu sklapanje mira pod uvjetom da mu preda Srijem, svog mlađeg brata Belu na odgoj u Bizant, te Belinu baštinu tj. Dalmaciju i Hrvatsku južno od Velebita. Bela je došao u Carigrad, a car mu je promijenio ime u Aleksije, zaručio ga sa svojom kćeri Marijom, te ga imenovao svojim nasljednikom, jer u to doba još nije imao sina. Stjepan III. je odbio predati tražene teritorije, izbio je rat, koji se uz prekide vodio do 1167. godine, a završio se pobjedom Bizanta. Bizant je zavladao Srijemom, Bosnom, Hrvatskom južno do Krke, te Dalmacijom osim mletačkog Zadra i otoka.
Dana 10. rujna 1169. rodio se bizantskom caru sin Aleksije. Car je odmah raskinuo zaruke hercega Bele i svoje kćeri Marije, te ga 1172. vjenčao antiohijskom kneginjom Anom Chatillon, polusestrom njegove supruge Marije Antiohijske. Oduzeo mu je položaj bizantskog prijestolonasljednika, ali mu je zato odredio hrvatsko-ugarsku krunu. Bela je na bizantskom dvoru primio odličnu naobrazbu, upoznao je bizantske institucije i vještu bizantsku diplomaciju.

### Vladavina Bele III.
Na vijest o iznenadnoj smrti kralja Stjepana III., 4. ožujka 1172., Hrvatska i Ugarska su se po pitanju nasljedstva vlasti podijelile na dvije stranke. Kraljica majka Eufrozina i nadbiskup Luka zalagali su se da vlast nasljedi herceg Gejza, Belin mlađi brat, jer je on bio odgojen u Ugarskoj. Čim je car Manuel doznao za smrt Stjepana III., uputio se s vojskom i Belom u Ugarsku. Belina stranka je odnijela prevagu, pa je on postao hrvatsko-ugarski kralj. Da bi pridobio crkvu, Bela III se odrekao pravoslavne vjere, koju je prihvatio u Carigradu i prešao na katoličanstvo.
No njegov brat herceg Gejza nije htio odustati, pa se stalno bunio želeći svrgnuti Belu. Zbog toga ga je kralj bacio u tamnicu, odakle je uspio pobjeći u Austriju i zatražio pomoć od austrijskog markgrofa Henrika II. Jasomirgotta, čiji se sin Leopold 1174. godine vjenčao za njegovu sestru Jelenu. No Bela je uz pomoć češkog kneza Sobjeslava II. provalio u Austriju, a herceg Gejza je zarobljen i zatočen u tamnici do 1189. godine. Gejzine pristaše je oštro kaznio, a čak je i majku Eufrozinu poslao u progonstvo u Carigrad. Da bi spriječio borbe za vlast, 1182. godine je za svog nasljednika odredio najstarijeg sina Emerika. Tako je i u Hrvatskoj i Ugarskoj prihvaćeno da se tron nasljeđuje po načelu primogeniture, tj. da vlast ide najstarijem vladarevom sinu.
Dana 24. rujna 1180. umro je bizantski car Manuel I. Komnen, a nasljedio ga je 10-godišnji sin Aleksije II. Komnen. Namjesništvo je preuzela njegova majka Marija Antiohijska. Zbog jačanja oporbe potražila je pomoć svog rođaka i ustupila mu bizantsku Dalmaciju, Bosnu, Srijem i Hrvatsku južno od Krke. Saznavši za carevu smrt, kralj je bez otpora preuzeo vlast u svojoj baštini, a njegovu vlast priznao je i mletački Zadar, te neki dalmatinski otoci.
Oslabljena Mletačka Republika je već 1181. godine objavila rat kralju Beli. Mlečani su deset godina ratovali za Zadar, ali nisu ništa postigli, pa je dužd Henrik Dandolo sklopio primirje, koje se produljivalo, a bez da je sklopljen mir. 1182. pritekao je Bela bizantskoj carici Mariji u pomoć. Sklopio je savez sa Srbima, koji su se osamostalili nakon smrti cara Manuela i napao Bizant. Kralj je zauzeo neke pogranične gradove, ali je ubrzo primio vijest da su i carica i njen sin mladi car Aleksije II. ubijeni. Kada je 1185. godine na vlast došao bizantski car Izak II. Angel poboljšali su se odnosi između obje države. Car Izak II. se odrekao prava na Hrvatsku, Dalmaciju i Ugarsku, te se zaručio kraljevom kćerkom Margaretom, a Bela mu je predao u miraz osvojene gradove. Od tog trenutka hrvatsko-ugarski kraljevi su željeli zamijeniti Bizant, te uspostaviti svoju vlast na Balkanu. Zbog toga su se dotad dobri odnosi sa Srbima i Bugarima pogoršali.
Godine 1194. predao je kralj Bela svom sinu Emeriku na upravu Hrvatsku i Dalmaciju, a tom je prigodom Emerik krunjem i za hrvatskog kralja. O vladanju Emerikovom slabo se zna. Već nakon dvije godine odrekao se te dužnosti i vratio u Ugarsku.
Bela se umješao i u prilike u Galiciji u kojoj se više pretendenata borilo za vlast. Bela je pokorio Galiciju, te je dao na upravu sinu Andriji. No ubrzo je uz pomoć Poljske izbio ustanak, pa se kralj odrekao vlasti u Galiciji.
U to je vrijeme Ugarskom prolazila križarska vojska, koja je krenula u Treći križarski rat. Kralj je 1189. godine ljubazno primio njemačko rimskog cara Fridrika I. Barbarossu, a čak se bavio mišlju da se i sam pridruži pohodu. Međutim prilike na Balkanu i rat s Venecijom su ga odvratile od te ideje. No pred smrt je obvezao svog mlađeg sina Andriju da mu prisegne da će poći u križarski pohod, te mu je u tu svrhu ostavio veliku svotu kako bi prikupio jaku vojsku.
Za Belina vladanja počela je feudalizacija hrvatskog i slavonskog plemstva, pa počinju jačati velikaški rodovi Kačići, Babonići u Slavoniji, knezovi Krčki, knezovi Cetinski i knezovi Krbavski.

## Reforme kralja Bele
Bela je proveo brojne reforme da poboljša prilike u državi. Preuzeo je bizantski krunidbeni ceremonijal, te točno odredio kako se treba vršiti. Po bizantskom uzoru uveo je strogi red u financije, podizao metalurgiju i solane, a proširio je i palatinovo pravo sudovanja, 
te utemeljio Palatinski sud. Otvorio je granice doseljenicima, koji su naseljavali nenastanjene krajeve, a kralj im je omogućio da se slobodno sele, raspolažu slobodno imovinom, te da biraju svog suca, kojeg je oslobodio podređenosti županu. Trgovce je oslobodio od maltarine i tridestnice. Bela je dokrajčio seniorat kao nasljedno načelo, te uveo primogenituru, a dokinuo je i običaj da kraljev brat dobiva na upravu Hrvatsku kao herceg. Položaj hercega namijenio je 
prijestolonasjedniku prije stupanja na vlast. Položaj hrvatskog hercega je još više istakao posebnost i autonomnost Hrvatske u sklopu zajedničke države.
Kralj Bela III. ženio se dva puta. Prva supruga antiohijska kneginja Ana Chatillon rodila mu je sinove Emerika i Andriju, a druga supruga Margareta, kćerka francuskog kralja Luja VII. sinove Salomona i Stjepana.
Kralj Bela III. umro je 23. travnja 1196. godine, a nasljedio ga je sin Emerik.

## Vanjske poveznice
- Bela III. Hrvatska enciklopedija
- Bela III. Proleksis enciklopedija

| Prethodnik:                  | Bela III. (1172. – 1196.) | Nasljednik:            |
| Stjepan III. (1163. – 1172.) | Bela III. (1172. – 1196.) | Emerik (1196. – 1204.) |